# Crosville-la-Vieille
Crosville-la-Vieille é uma comuna francesa na região administrativa da Normandia, no departamento de Eure. Estende-se por uma área de 7,76 km². Em 2010 a comuna tinha 612 habitantes (densidade: 78,9 hab./km²).